# Maria Magdalena (2018)
Maria Magdalena ist eine Filmbiografie von Garth Davis. Seine Premiere feierte der Film am 26. Februar 2018 in der National Gallery in London. Ein Kinostart in Deutschland erfolgte am 15. März 2018. Der Film hat das Leben von Maria Magdalena und ihre Begegnung mit Jesus von Nazareth zum Gegenstand.

## Handlung
Erst spät tritt Maria Magdalena in das Leben von Jesus und wird zu seiner Begleiterin. Sie schließt nicht nur Bekanntschaft mit seinen Jüngern, unter ihnen Petrus, Johannes und Judas, sondern wird auch zur Zeugin seiner Kreuzigung und Auferstehung.
Der Film beginnt damit, dass Maria im Wasser taucht. Später im Film erzählt sie Jesus, dass sie früher sehr gerne mit ihren Brüdern um die Wette getaucht hat. Sie beschreibt dabei auch ihr besonderes Gefühl beim Auftauchen und fragt Jesus, ob dies das Gefühl ist, mit Gott eins zu sein. Jesus ist von der Frage überrascht, da ihn sonst noch niemand danach gefragt hat.
Die erste wirkliche Handlung spielt im Familienhaus von Maria. Dort erweist sie sich als eine begabte Geburtshelferin, da es ihr gelingt, durch intensiven Blickkontakt die Gebärende zu beruhigen. Kinder zur Welt zu bringen ist laut den Männern eine wichtige Aufgabe der Frauen – v. a. ihr Vater und ihr Bruder Daniel wünschen sich auch sehr, dass sie Mutter wird, und wollen sie deshalb mit einem Mann namens Ephraim verheiraten. Sie aber möchte das ganz und gar nicht, weil sie sich für „dieses Leben“ (als Hausfrau und Mutter) nicht berufen sieht. Sie fühlt sich stark unter Druck gesetzt und sucht mitten in der Nacht die Synagoge auf, wo sie flüsternd und hektisch hebräische Gebete spricht. Der Synagogenvorsteher möchte mit ihr reden und ihr helfen, aber sie ist nicht wirklich ansprechbar, sodass er ihre Familie benachrichtigen lässt. Laut ihrem Bruder Daniel hat das große Schande über ihre Familie gebracht, da es ihr als Frau nur erlaubt ist, zusammen mit der Familie zum Gebet zu gehen und nicht allein bei Nacht. Sie legt sich schlafen, wird aber von Daniel geweckt, der ihr etwas zeigen möchte. Sie gehen hinaus zum See, wo Maria mithilfe eines Exorzisten und durch mehrmaliges Untertauchen ins Wasser von ihrer dämonischen Besessenheit befreit werden soll. Darauf redet sie nicht mehr mit ihrer Familie, was besonders ihren Vater schwer belastet. Einer ihrer Brüder holt deswegen den „Heiler“.
Dies ist Marias erste Begegnung mit Jesus. Er spricht sie auf die dämonische Besessenheit an, die ihr von ihrer Familie unterstellt wird, und redet mit ihr über ihre Sehnsüchte und Ängste. Er spricht sie von den Dämonen frei, indem er sagt, dass sie nicht da sind.
Die nächste Begegnung der beiden findet am See statt, als Maria mit einer anderen die Fischernetze flickt. Sie sieht Jesus und läuft zu ihm, um ihm zuzuhören. Sie ist angetan von seiner Botschaft, entschließt sich gegen den Willen ihres Bruders Daniel, Jesus nachzufolgen, und lässt sich von ihm taufen. Die Jünger sind geteilter Meinung: Petrus ist sehr skeptisch über ihre Aufnahme in den Jüngerkreis, Judas hingegen heißt sie herzlich willkommen und integriert sie. Dabei erzählt er ihr auch von seiner Familie, die er verloren hat. Er folgt Jesus, weil er auf sein kommendes Reich und die Auferstehung der Toten hofft.
In einer ersten Diskussionsrunde mit den Jüngern kommt sich Maria wie in einer Gruppe von Soldaten vor, die sich eine Art Eroberungsstrategie ausdenken. Sie erzählt Jesus davon, der sie fragt, ob sie gerne auch eine Soldatin wäre, was sie verneint. Stattdessen wird sie von Jesus zusammen mit Petrus losgeschickt, um das Evangelium zu verkünden, und erweist sich dabei als eine barmherzig-fürsorgliche Verkündigerin, die ihre Taten sprechen lässt: Sie kommen in ein soeben von den römischen Besatzern verwüstetes Dorf. Petrus sieht keine Hoffnung und möchte in die nächste Stadt, aber Maria lässt nicht locker und möchte den wenigen Überlebenden wenigstens Wasser holen, wovon sie Petrus schließlich auch überzeugen kann.
Ein besonders einprägsames Wunder, das sie selbst miterlebt, ist die Auferweckung des toten Lazarus. Im Anschluss daran zieht sich Jesus allein zurück und sie folgt ihm. Er scheint dunkle Vorahnungen darüber zu haben, was Gott als Nächstes mit ihm vorhat. Sie versucht Jesus zu trösten, der sehr bedrückt und besorgt ist. Kurze Zeit später trifft sie seine Mutter. Jesu Mutter vermutet richtig, dass sie ihn liebt. Damit haben sie beide etwas gemeinsam. Ihr Rat an Maria Magdalena ist, dass sie sich besser darauf einstellt, ihn zu verlieren.
Jesus und seine Jünger sind nämlich auf dem Weg nach Jerusalem, wo sich die Lage zuspitzt. Anstatt an einen vor den Römern geschützten Ort zu gehen, um dort zu predigen, begibt sich Jesus geradewegs in den Tempel. Dort vollzieht er die „Tempelreinigung“, wirft also das Geld der Händler weg und befreit die zum Verkauf stehenden Tiere, weil Gottes Haus ein Bethaus und kein Marktplatz sein soll.
Danach feiert Jesus mit seinen Jüngern das letzte Abendmahl; anschließend begeben sie sich in den Garten Gethsemane. Dort küsst ihn Judas, woraufhin römische Soldaten sich Jesus nähern. Maria rennt ihnen entgegen und bekommt einen Schlag auf den Kopf, wodurch sie bewusstlos wird. Als sie aufwacht, ist Judas bei ihr, der sich darüber freut, dass Jesus bald endlich seine Macht zeigen kann. Sie merkt sofort, dass etwas nicht stimmt, und rennt in die Stadt. Dort sieht sie den blutüberströmten Jesus, der mit letzten Kräften sein Kreuz die Straße entlang tragen muss. Sie kann zuerst nicht weiter zusehen, dreht sich um und trauert am Boden. Dann begibt sie sich aber doch zum Kreuz, um Jesus in seinen letzten Momenten beizustehen. Sie ist bei der Grablegung dabei und bleibt die ganze Zeit vor dem Grab.
Als die Sonne aufgeht, sieht sie Jesus vor dem Grab sitzen. Sie setzt sich zu ihm. Dann geht sie zu den Jüngern und erzählt von der Auferstehung. Sie wollen ihr nicht recht glauben, aber Maria lässt sich nicht beirren. Sie will gehört werden und erzählt es anderen Frauen, darunter auch einigen, die vorher von einer Predigt Jesu an einer Waschstelle schon angesprochen worden sind.
Der Film endet, wie er begonnen hat: Maria Magdalena taucht im Wasser und dringt dann an die Wasseroberfläche zum Licht vor.

## Die biblische Maria Magdalena in der Populärkultur

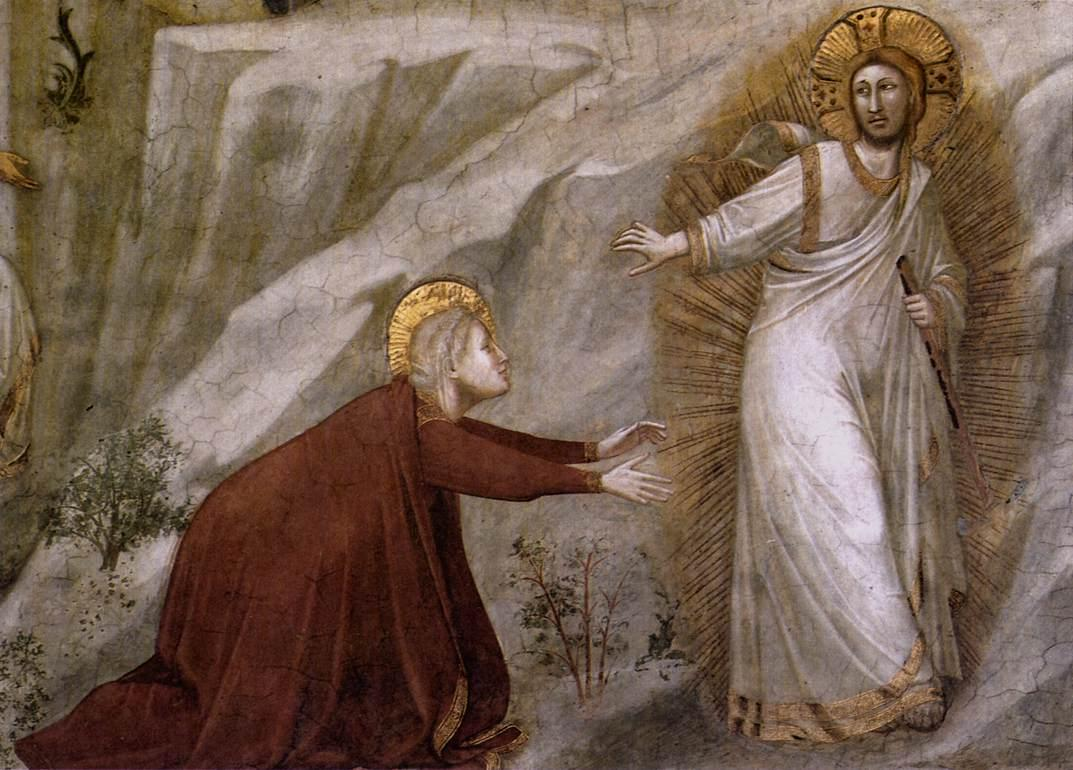
Der Film entwickelt teilweise eine neue Geschichte um Maria Magdalena und Jesus Christus, hier eine Darstellung von Giotto

In populärkultureller Literatur wird Maria Magdalena häufig als Ehefrau oder Geliebte von Jesus verstanden und mit dem Heiligen Gral in Verbindung gebracht, so beispielsweise in Dan Browns Roman The Da Vinci Code – Sakrileg. Peter Hasenberg, Filmexperte bei der Deutschen Bischofskonferenz, meint, man müsse sagen, dass einiges dazu erfunden worden ist: „In der Bibel erfahren wir nur sehr wenig über Maria Magdalena. Es wird einmal erwähnt, dass sie eine Frau war, der sieben Dämonen ausgetrieben wurden. Dann hat sie ihren großen Auftritt unter dem Kreuz und natürlich am leeren Grab als Zeugin der Auferstehung. Das sind die Kernbestandteile, die der Film nutzt.“ Um diesen Kern herum habe der Regisseur eine Geschichte entwickelt, die mit der Zeit beginnt, bevor Maria Magdalena zu Jesus kommt, so Hasenberg weiter: „Der Regisseur versucht, dem Zuschauer diese Figur nahezubringen. Man kann sagen, dass vieles nicht durch die Bibel abgesichert ist. Aber ich denke, dass das, was die Drehbuchautoren erfunden haben, ganz im Geist der Bibel ist – nicht spekulativ – und sie der Figur nicht irgendetwas andichten.“ Daher sei die Geschichte um Maria Magdalena eine gute Erfindung, die vielleicht dabei helfe, das, was in der Bibel zugrunde gelegt ist, in neuer Weise zu sehen, so Hasenberg.

## Produktion

### Stab und Besetzung
Regie führte Garth Davis. Das Drehbuch stammt von Helen Edmundson und Philippa Goslett. Die Filmmusik wurde von Jóhann Jóhannsson und Hildur Guðnadóttir komponiert. Der Soundtrack zum Film umfasst 13 Musikstücke und wurde am 23. März 2018 von Milan Records als Download veröffentlicht.
Rooney Mara übernahm die titelgebende Hauptrolle von Maria Magdalena. Die Rolle von Jesus von Nazareth wurde mit Joaquin Phoenix besetzt. Chiwetel Ejiofor spielt den Apostel Simon Petrus, Charles Babalola seinen Bruder Andreas. Zohar Shtrauss spielt Johannes, Michael Moshonov, den Apostel Matthäus, Tawfeek Barhom den Apostel Jakobus und Uri Gavriel den Apostel Philippus. Tahar Rahim ist in der Rolle von Judas Iskariot zu sehen, und Ryan Corr spielt Jesu Vater Josef. Shira Haas ist in der Rolle von Leah zu sehen, Hadas Yaron als Sarah und Theo Theodoridis als Lazarus. Tsahi Halevi spielt Ephraim.

### Dreharbeiten und Veröffentlichung
Die Dreharbeiten fanden in ländlichen Gegenden in Italien statt, so im November 2016 in Basilicata. Am 2. Dezember 2016 wurden die Dreharbeiten beendet. Als Kameramann fungierte Greig Fraser. Sinnbildhaft fügte er für das von einer intensiven Gotteserfahrung bestimmte Leben Maria Magdalenas das Bild einer Taucherin ein, das am Anfang und am Ende des Films auftaucht. Peter Hasenberg vom Filmdienst bemerkt hierzu: „Im Untertauchen hat sie das Gefühl einer Schwerelosigkeit erlebt und im Aufsteigen zur Wasseroberfläche und zum Licht ein Hinaufstreben zum Göttlichen. Die Gotteserfahrung als ein Getragen-Werden.“ Zu den weiteren optischen Besonderheiten des Films, so Hasenberg  weiter, gehöre, dass dieser stark auf Blicke, Berührungen und Gesten der Zuwendung setze, um eine Welt aufscheinen zu lassen, in der ein friedliches Miteinander und eine Kultur der Achtsamkeit bestimmend sind.
Im März 2017 gab The Weinstein Company bekannt, dass der Film am 24. November 2017 in ausgewählten US-Kinos starten solle. Später wurde der Termin auf Ostern 2018 verschoben. Ein Kinostart in Deutschland erfolgte am 15. März 2018. Im Juli 2018 wurde er auf DVD veröffentlicht. Seine Premiere feierte der Film am 26. Februar 2018 in der National Gallery in London.

## Rezeption

### Altersfreigabe
In Deutschland ist der Film FSK 12. In der Freigabebegründung heißt es: „Die Geschichte des Films ist für Kinder und Jugendliche ab 12 Jahren problemlos verständlich. Vereinzelt gibt es intensivere Gewaltdarstellungen (z. B. die Kreuzigung) oder emotional intensive Szenen (z. B. wenn Maria und Petrus den sterbenden Menschen eines Dorfes beistehen). Doch Zuschauer ab 12 Jahren können diese Szenen im Kontext der biblischen Erzählung betrachten und angemessen verarbeiten. Nachhaltige Beeinträchtigungen sind nicht zu befürchten.“

### Kritiken und Einspielergebnis

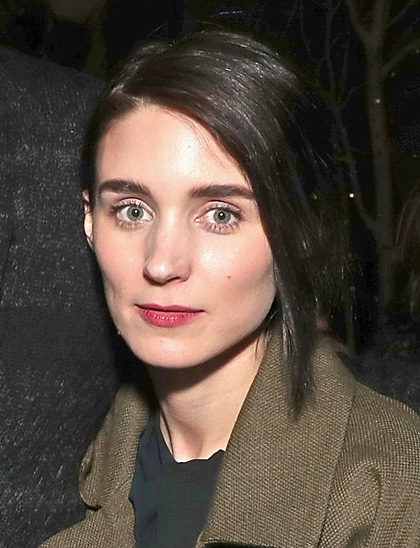
Rooney Mara, hier wenige Wochen nach Beendigung der Dreharbeiten beim Sundance Film Festival 2017, übernahm die titelgebende Hauptrolle von Maria Magdalena

Peter Hasenberg vom Filmdienst bemerkt, der Film von Garth Davis verstehe sich bewusst als Versuch der Rehabilitation der Maria Magdalena als eine den Aposteln gleichgestellte Begleiterin Jesu. Schon seit dem Zweiten Vatikanischen Konzil und vor allem in der feministischen Theologie habe sich diese Aufwertung zunehmend durchgesetzt, und wie im Abspann zitiert, fand die Würdigung Marias als „Apostola Apostolorum“ (Apostelin der Apostel) zuletzt 2016 ihren Ausdruck in einem von Papst Franziskus ausdrücklich erwünschten Dekret der Gottesdienst-Kongregation, mit dem der Gedenktag der heiligen Maria Magdalena in den Rang eines Festes erhoben wurde, erklärt Hasenberg weiter.
Maria Magdalena sei keine nachgelieferte filmische Begründung dieses Dekrets, sondern eine mit vielen fiktiven Erweiterungen erzählte Geschichte dieser Frau, die keinerlei sensationsheischende Umdeutungen suche, sondern das unterstreiche, was in der Bibel den Kern ausmache, nämlich dass Maria Magdalena die erste Zeugin am Grab und die erste Verkünderin der Auferstehung war. Eindrucksvoll seien die Leistungen der beiden Hauptdarsteller, so Hasenberg weiter. Joaquin Phoenix sei kein „süßer“ Jesus im Nazarener-Stil, sondern verbinde Stärke mit Zärtlichkeit, und Rooney Mara als Maria Magdalena mache das innere Leuchten einer Frau von großer spiritueller Kraft sichtbar.
Arnold Hohmann von der Westdeutschen Allgemeinen Zeitung hingegen erkennt in Mara schauspielerisch fast nur Passivität, wo doch eigentlich eine Leidenschaft vorhanden sein sollte, wenigstens im Hinblick auf die Weltsicht und die Taten Jesu: „Aber damit passt sie gut in eine bedauerlich leblose Inszenierung, in der selbst die letztendliche Kreuzigung nur kurz und mit spitzen Fingern angegangen wird.“  Davis habe Maria Magdalena so brav und zurückhaltend inszeniert, dass von ihrer anfänglich selbstbewussten Haltung schon bald kaum etwas zu spüren sei, so Hohmann weiter.
Peter Zander von der Berliner Morgenpost meint, erstmals werde die Messias-Geschichte konsequent aus der Perspektive einer Frau erzählt, was ganz gut in die Quotendiskussion und MeToo-Debatte passe, auch wenn der Film pikanterweise von der Weinstein Company produziert wurde. Der Film erschöpfe sich aber nicht in geschlechtspolitischer Correctness oder Sozialfeminismus, so Zander weiter: „Der Film will tatsächlich eine historische Figur rehabilitieren, die jahrhundertelang ausgegrenzt, diffamiert und stigmatisiert wurde.“
Zu Joaquin Phoenix in der Rolle von Jesus bemerkt Zander, dieser sei eine der tollsten Fehlbesetzungen seit vielen Jahren. Auch wenn der Schauspieler immer gut sei, wenn es darum geht, zerrissene Männer zu spielen, die an sich selbst zweifeln, wenn nicht verzweifeln, sei er als Jesus nicht nur schlichtweg zu alt, sondern spiele zudem so gequält, als ob er ständig von Dämonen heimgesucht würde, so Zander.
Die Filmwissenschaftlerin Stella Donata Haag von der Filmuniversität Babelsberg sagt im Tagesspiegel, biblische Geschichten hätten sich in der Filmgeschichte als nur bedingt kinotauglich erwiesen, denn trotz ihrer klassischen Dramaturgie stoße der Realismus des Filmischen auch in bildaffinen Religionen wie dem Christentum oft an seine Grenzen. Das Genre sei nicht zu Unrecht bekannt für seine unfreiwillig komischen Effekte, die entstehen, wenn religiöse Symbolsysteme auf die Mechanismen der Unterhaltungsindustrie treffen. Regisseur Garth Davis begegne dieser Gefahr mit einer Reduzierung der ästhetischen Reize, so Haag weiter: „Die Landschaft ist karg, die Leinenstoffe sind ungefärbt, die Ausstattung spartanisch. Die Szenerie bleibt so auf sicherem Abstand zur filmischen Tradition der visuellen Überwältigung.“ Des Weiteren bemerkt Haag, der Film traue sich nicht an eine wirklich feministische Interpretation heran, obwohl er schon im Titel die weibliche Perspektive etablieren will: „Eine Frau, die Männern widerspricht, ist ein schwacher Kommentar zu dem über Jahrtausende gültigen Antagonismus von Hure und Madonna, der in der Figur Marias begründet liegt.“ Die Frage, ob Maria Magdalenas Sexualität sublimiert, transzendiert oder schlicht verdrängt wird, sei praktischerweise aus den Film verschwunden, und zurück bleibe eine bereinigte Weiblichkeit, so Haag. Rooney Mara liefere dazu das schöne, kitschfreie Gesicht und gebe der Figur die Kraft einer Kämpferin, zu der sie werden muss, wenn sie als Frau öffentlich die Stimme erhebt. Haag resümiert: „Der zugrunde liegende Befund, dass eine Frau im strikt patriarchalen System nur dann stark sein kann, wenn sie sich außerhalb des Sexuellen stellt, könnte kritisches Potenzial entfalten. Würde sich der Film dafür interessieren.“
In Deutschland verzeichnet der Film 121.980 Besucher.

### Einsatz im Schulunterricht
Im Frühjahr 2019 wird der Film im Rahmen der SchulKinoWochen in Baden-Württemberg vorgestellt.

### Auszeichnungen
AACTA Awards 2018
- Nominierungen für die beste Hauptdarstellerin, die beste Filmmusik und die besten Kostüme

## Synchronisation
Die deutsche Synchronisation entstand nach einem Dialogbuch und der Dialogregie von Christoph Cierpka im Auftrag der Interopa Film GmbH, Berlin.
- Maria Magdalena: Kaya Marie Möller
- Jesus: Tobias Kluckert
- Simon Petrus: Falilou Seck
- Andreas: Robert Glatzeder
- Johannes: Marcus Off
- Matthäus: Tino Mewes
- Philippus: Ben Hecker
- Judas Iskariot: Mehmet Ateşçi
- Lea: Elinor Eidt
- Sara: Patrizia Carlucci
- Joseph: Till Endemann
- Daniel: Olaf Reichmann
- Tuchverkäufer: Andree Solvik
- Elija: Jürgen Heinrich
- Hebamme: Ilka Teichmüller
- Maria, Mutter Jesu: Monica Bielenstein
- Martha: Damineh Hojat
- Rahel: Katharina Rivilis
- Susanna: Sanam Afrashteh
- Tempelpriester: Martin Gleitze
- Thomas: Hans Bayer

## Wissenschaftliche Beiträge
- Izabela Taraszczuk-Knobloch: Magnetyzm miłości bliźniego w filmach "Niebieski", "Kadysz dla przyjaciela" i "Maria Magdalena" (The magnetism of love of neighbor in the movies "Three Colours: Blue", "Kaddish for a friend" and "Mary Magdalene"). In: Kaczor, Monika / Kładoczny, Piotr (Hrsg.): Prace aksjologiczne. Język – Literatura – Kultura – Media. Bd. 3. Zielona Góra: Oficyna Wydawnicza Uniwersytetu Zielonogórskiego 2022, S. 87–102 (polnisch).